# 大田會議會址
大田會議會址位於四川省攀枝花市仁和區，文物遺址年代判定為1964年。2012年7月16日公佈為第八批四川省文物保護單位。
大田會議會址位於四川省攀枝花市仁和區大田鎮，建築始建於1962年，初建時是五幢乾打壘樓房，現存四幢，占地面積4000平方米。建築坐北朝南，樓群為木房架，懸山式屋頂，兩層木板樓，九開間（上下十八間），木樓梯、木走廊，是典型的20世紀五六十年代建築風格。1964年9月9日，冶金、地質、鐵道、交通、郵電、糧食等18部委和雲、貴、川三省的主要頭目在此召開攀枝花鋼鐵基地選址工作會，共計180餘人參加會議，史稱“大田會議”。2002年，被攀枝花市人民政府公佈為市級文物保護單位。